# Cem Özdemir
Cem Özdemir (n. 21 decembrie 1965, Bad Urach, Baden-Württemberg, RFG) este un om politic german, membru al Parlamentului European în perioada 2004-2009 din partea Germaniei.
Cem Özdemir este fiul unei familii turce care s-a stabilit în Germania. În 1983 a optat pentru cetățenia germană. Deja în 1981 a devenit membru al partidului ecologist Verzii. În perioada 1989-1994 a fost președintele acestui partid pentru landul Baden-Württemberg. Din 1994 a fost deputat în Bundestag. Din 1998 a fost purtătorul de cuvânt pentru politica internă al partidului verzilor, aflat la guvernare în perioada 1998-2005. 
Din 15 noiembrie 2008 până în ianuarie 2018 a fost copreședinte al Bündnis 90/Die Grünen. 
La 16 decembrie 2020, Cem Özdemir și-a exprimat sprijinul pentru jurnalista Kațiarina Barisevici.

## Scrieri
- Ich bin Inländer. dtv, München 1997, ISBN 3-423-24109-8.
- Currywurst und Döner. Lübbe, Bergisch Gladbach 1999, ISBN 3-7857-0946-3.
- Deutsch oder nicht sein? Lübbe, Bergisch Gladbach 2000, ISBN 3-404-60482-2.
- Die Türkei – Politik, Religion, Kultur. Beltz, Weinheim 2008, ISBN 3-407-75343-8.